# John Oostendorp
John Oostendorp (ur. 7 maja 1959) – amerykański zapaśnik walczący przeważnie w stylu klasycznym. Zajął szesnaste miejsce na mistrzostwach świata w 1995. Drugi w Pucharze Świata w 1995 roku.
Zawodnik West Liberty High School z West Liberty i University of Iowa. Dwa razy All American (1992 i 1993) w NCAA Division I, trzeci w 1993 i piąty w 1992 roku.
W 1992 wygrał Big Ten Conference.